# Козлов, Андрей Евгеньевич
Андрей Евгеньевич Козлов (род. 13 июля 2005, Магнитогорск, Челябинская область) — российский хоккеист, нападающий клуба «Магнитка».

## Биография
Воспитанник магнитогорского «Металлурга». С конца сезона 2021/22 — игрок команды МХЛ «Стальные лисы». 26 февраля 2024 года в домашнем матче против «Авангарда» (3:1) дебютировал в КХЛ в составе «Металлурга».